# Ningyo (mitología)

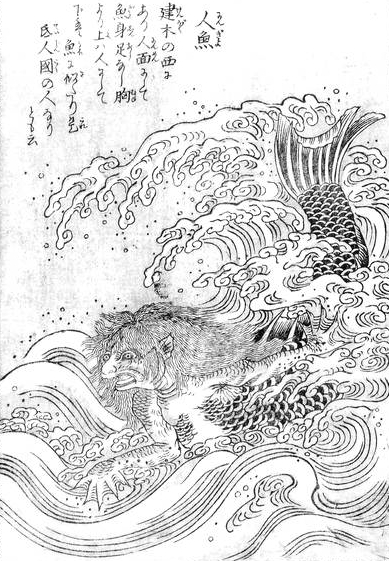
Un ningyo por Konjaku Hyakki Shūi de Toriyama Sekien.

Ningyo (人魚 "pez humano", a menudo mal traducido como "sirena"?) es un yōkai que está inspirado en un pez del folclore japonés, llamado "ningyo". Antiguamente, fue descrito con la boca de un mono con pequeños dientes como un pez, brillantes escamas de oro, y una voz tranquila como una alondra o una flauta.